# 미국 헌법의 경제적 해석
《미국 헌법의 경제적 해석》(An Economic Interpretation of the Constitution of the United States)은 찰스 A. 비어드가 지은 1913년 책이다.
미국의 건국 선조들이 사리사욕을 초월해서 제정한 신성한 문서라고 보는 미국 헌법에 대한 전통적인 해석을 정면으로 비판한 책이다. 찰스 비어드는 미국 헌법이 동산 소유자·채권자와 소농민·채무자 이익집단들 간 대립의 결과였으며, 전자의 이익을 대변하는 경제적 문서라는 새로운 해석을 시도했다. 이 책은 출간 이후 큰 반향을 일으켰지만, 그의 확고한 신념에 따른 경제적 분석은 일반적으로 알려진 미국 헌법과는 다른 전혀 새로운 해석을 만날 수 있게 해주었다.

## 개요
이 책의 주요 논지는 1787년 여름에 미국 헌법을 만든 55명의 제헌회의 대표자들과, 헌법이 만들어지고 난 후 이를 비준하던 주 비준회의에 참석했던 사람들의 경제적 이익이 어떤 관계를 갖고 있었는가를 분석하는 것이다. 즉 미국 헌법을, 건국 선조들이 사리사욕을 초월해서 제정한 철학적 원칙을 가진 신성한 문서라고 보는 전통적인 해석에 대항하여, 그는 미국 헌법이 동산 소유자, 채권자와 소농민, 채무자 이익집단들 간 대립의 결과였으며, 전자의 이익을 대변하는 경제적 문서라는 새로운 해석을 시도했다. 이런 기본적인 논지를 바탕으로 이 책은, 기존 역사 해석의 비판, 제헌회의 대표자 선출에서의 경제적 이익, 소수 대표자 선출을 위한 투표권의 재산 자격 제한, 새 정부 출범으로 인한 제헌회의 대표자들의 경제적 이익(특히 동산), 경제적 문서로서의 헌법과 비준회의 대표자들의 경제적 이익 등을 차례로 논하고 있다.
당시만 해도 역사학의 주된 이론은 랑케식의 실증주의 사관이었다. 하지만 찰스 비어드는 이에 반기를 들고, 상대주의 학파를 만들었다. 이것은 역사 연구에서 절대적인 진리와 완벽한 과거 복원은 불가능하고, 역사가의 주관적인 사관이 필연적으로 개입된다는 사관이었다. 결국 그의 사관이 ≪역사란 무엇인가≫의 저자 에드워드 카에게로 이어졌고, 현재 역사학의 대표적 사관이 되었다.
이 책도 그의 상대주의 사관에 의해서 작성된 것이다. 사실 미국 헌법은 미국 법들의 최고법이자 미국 법치주의의 근간이다. 피상적인 헌법의 모습과 달리 미국 헌법을 만드는 과정에는 수많은 변수와 이해관계가 상충되었고, 합의를 찾아야 했다. 그 합의는 거대한 담론과 소소한 구절에 대한 토론과 해석의 길고 긴 시간과의 싸움이었다. 일일이 모든 자구를 가지고 토론을 하는 과정에 대표자들의 수많은 담론과 철학과 경제적 이해관계가 충돌했던 것이다. 그러나 분명한 것은 55명의 대표자가 누구도 경제적 이해관계로 헌법을 만들었다고 구두로 고백하거나 글로 남겨둔 경우는 없기 때문에, 비어드의 글은 모두 직설법이 아닌 추정이라 할 수 있다. 그 추정이 애매모호한 철학적 언사가 아닌 분명한 역사적 사실로 증명되고 있기 때문에 우리에게 더욱 분명하게 다가온다.